# マナサー

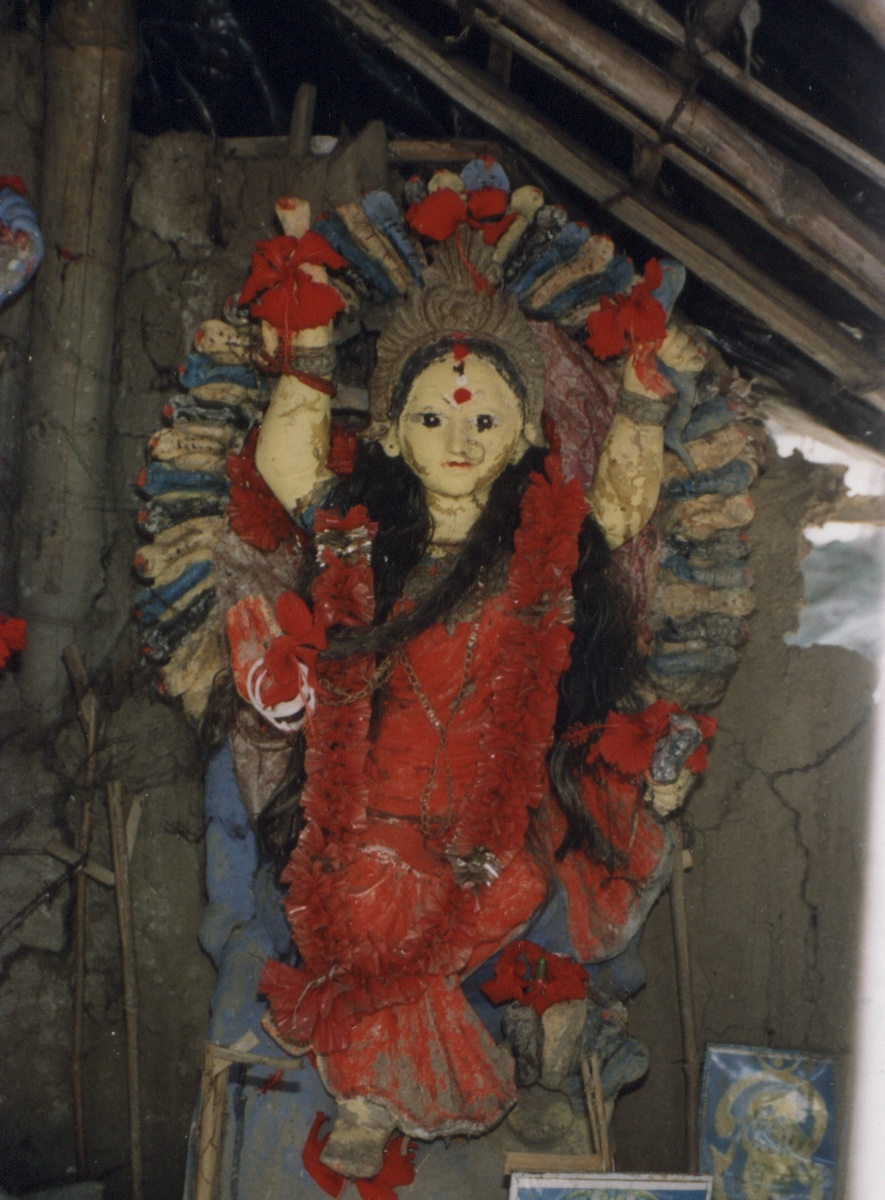
マナサー像

マナサー（Manasā, ベンガル語：মনসা）は、インド神話に登場するナーガ族の女性（ナーギニー）。カシュヤパ仙とカドゥルーの間に生まれた1000のナーガの1人で、蛇王シェーシャの妹。ジャラトカール仙の妻、アースティーカ仙の母。蛇の毒を癒す力を持つことからマナサー・デーヴィーと称され、女神としても崇拝される。マナサーが聖仙に嫁いだことで、神々、聖仙、蛇、人間との間に平和が保たれたとされ、蛇王タクシャカがパリークシット王（英雄アルジュナの孫）を噛み殺したためにナーガ族が滅亡に瀕したときは、神々の要請によって息子アースティーカに仲裁を命じた。
ジャガトガウリー（世界で最も輝く女）、ニティヤー（永遠の女）、ヴィシャハラー（毒を除く者）などの別名がある。